# Phylo nudus
Phylo nudus är en ringmaskart som först beskrevs av Moore 1911.  Phylo nudus ingår i släktet Phylo och familjen Orbiniidae. Inga underarter finns listade i Catalogue of Life.